# Emil Peter Sandsten
Pehr Emil "Emil Peter" Sandsten, född 15 september 1868 på Kvarnslätt i Madesjö socken, död 1961 var en svenskamerikansk botaniker.
Emil Peter Sandsten var son till bonden Joel Johansson. Han kom till USA 1888 och blev amerikansk medborgare 1894. Sandsten blev Bachelor of Science vid The Agriculture School of Minnesota University 1895, Master of Science där 1898 och Phil. Doctor vid Cornell University 1903. Efter att ha tjänstgjort som botaniker vid American Grass Twine Company 1899–1900 och associate professor i hortikultur vid University of Maryland 1901–1902 var han 1902–1913 professor i hortikultur och ekonomisk entomologi vid University of Wisconsin samt 1913 professor i kommersiell hortikultur vid University of Alabama och samtidigt statshortikultör i Alabama. 1919–1933 var han professor i hortikultur vid Colorado State College och 1933–1939 föreståndare för jordbrukets försöksstation där. Sandsten var 1913–1939 även statshortikultör i Colorado. Han valdes till ledamot av flera lärda sällskap, huvudsakligen i USA. I sina många botaniska skrifter behandlade han bland annat växtfysiologiska ämnen samt pollinering, självsterilitet och förhållanden, som stimulera pollenproduktionen och pollenfertiliteten. Därjämte studerade han bland annat resultaten av skördeproduktion på höjder från 7.500 till 9.000 fot över havet.